# Старое Якушкино
Ста́рое Яку́шкино (чув. Кивӗ Якаль) — село в Сергиевском районе Самарской области России. Входит в сельское поселение Кармало-Аделяково.

## География
Расположено на крайнем востоке района, в 16 км к востоку от Суходола, в 20 км к юго-востоку от Сергиевска и в 110 км к северо-востоку от Самары.

В 2,5 км к северо-востоку от села расположено Голубое озеро (памятник природы).
На северо-востоке от деревни расположена гора Высокая. Местные называют гора "Шишка".  

## История
Примерная дата основания села — 1745 год. В 1750 году в село переселились чуваши из других деревень. К концу XVIII века большинство чувашского населения села приняло православие. С 1935 года по 1945 год. Ст. Якушкино входило в Исаклинский район.
Местные жители считают, что гора "Шишка" искусственный и сделан примерно во времена нашествия татаро-монголов.

## Население
| 2008 | 2010 |
| ---- | ---- |
| 438  | ↘388 |

Национальный состав
Согласно результатам переписи 2002 года, в национальной структуре населения чуваши составляли 82 %.

## Транспорт
Через село проходит автодорога от М5 к Самсоновке.